# Spanyol labdarúgó-bajnokság (első osztály)
A spanyol labdarúgó-bajnokság első osztálya, ismertebb nevén Primera División, hivatalosan – a fő szponzor játék nevéből – LaLiga EA Sports, gyakran csak La Liga a Spanyol labdarúgás legmagasabb osztálya. A bajnoki címvédő jelenleg az FC Barcelona.
Az alapítás óta kilenc klub szerzett legalább 1 bajnoki címet, de az 50-es évek óta a Real Madrid és a Barcelona játszanak vezető szerepet. A két klub összesen 64-szer nyerte meg a bajnokságot, előbbi 36, utóbbi 28 alkalommal. A 30-as, 40-es években többesélyes volt a bajnokság, többször diadalmaskodott például a Valencia, az Atlético Madrid, a Deportivo vagy az Athletic Bilbao.
A nemzetközi szerepléseket tekintve a három legsikeresebb spanyol klub a Real Madrid, a Barcelona és a Atlético Madrid Csak ez a három egyesület tudott minimum 5 nemzetközi kupát szerezni. Ez a három csapat az összes európai csapatot nézve is a 10 legeredményesebb között van, a Real Madrid a legeredményesebb több mint 10 nemzetközi kupájával.
A spanyol labdarúgó-bajnokság jelenleg a legerősebb bajnokság az UEFA által összeállított lista szerint. Második a Premier League, míg az angol mögött az olasz bajnokság áll. A legutóbbi szezonban a mérkőzések átlag nézőszáma 26 852 volt, ezzel a 6. legnézettebb csapatsportág, a labdarúgó-bajnokságokat tekintve pedig a harmadik a Bundesliga és a Premier League mögött.

## Története

### Az alapítás
Az egységes labdarúgó-bajnokság ötletét először 1927-ben az egyik későbbi alapító tag, az Arenas Club de Getxo elnöke fogalmazta meg. Hosszas vita után végül az első szezonban 10 klub indulhatott (ez a szám azóta 20-ra bővült). Az akkori alapító tagok közül azóta csak 3, a Barcelona, a Real Madrid és az Athletic Bilbao töltötték az összes szezont az első osztályban.

### A 30-as évek
Bár a legelső szezonban a Barcelona győzött, és a Real Madrid is szerzett 2 bajnoki címet (1932, 1933), ez az időszak mégsem róluk, hanem az Athletic Bilbaoról szólt. A baszk klub 1930-ban, 1931-ben, 1934-ben és 1936-ban is bajnokok voltak, emellett kétszer (1932-ben és 1933-ban) a második helyen végeztek. 1935-ben megszerezte története első és eddig utolsó bajnoki címét a Real Betis, melyet akkor még Betis Balompié néven ismertek. 1936-tól egy hároméves szünet következett a polgárháború miatt, de több klub részt vett a polgárháború idjén életre hívott Mediterrán ligában.

### A 40-es évek
Amikor a polgárháború után folytatódott a bajnokság, a legerősebb csapatok az Atlético Aviación, a Valencia és a Sevilla voltak. Míg a legtöbb klub sok játékost elveszített a polgárháború alatt, az Atlético és a Valencia ezt szerencsésen átvészelte, és a legjobbjaikkal tudták folytatni. Ebben az időszakban a Valencia volt a legsikeresebb, 1942-ben, 1944-ben és 1947-ben bajnokok lettek, 1948-ban és 1949-ben pedig a második helyen végeztek. A Sevilla is ekkor élte aranykorát, 1940-ben és 1942-ben másodikok lettek, majd 1946-ban megszerezték történetük eddigi egyetlen bajnoki címét. A 40-es évek végén a Barcelona is szerzett 3 bajnoki címet.

### Di Stéfano, Puskás, Kubala és Suárez
Bár 1950-ben és 1951-ben is – Helenio Herrera edző vezetésével, a catenacciót mesterien alkalmazva – az Atlético Madrid (korábban Atlético Aviación) nyerte a bajnokságot, ez az időszak volt a Real Madrid és a Barcelona dominanciájának kezdete. A bajnokságban már ekkor létezett az a szabály, hogy egy-egy csapat egyszerre csak három külföldit szerepeltethetett, de ezt a Real és a Barca ügyesen megkerülte azzal, hogy honosította több külföldi játékosát (pl. Puskást, Di Stéfanót, Kubalát). Többek között Kubala vezetésével a Barca egymás után kétszer, 1952-ben és 1953-ban is az első helyen végzett. Az ’50-es évek második felétől viszont a Real Madrid dominált. A klub gerincét ekkor Puskás, Di Stéfano és Gento alkotta. Ez a csapat 1954-ben, 1955-ben, 1957-ben és 1958-ban is az első helyen végzett, egyeduralmukat csak az Athletic Bilbao tudta megtörni 1956-ban. 1959-ben és 1960-ban ismét a Barcelona nyert.

### Madridi dominancia
1961 és 1980 között a Real Madrid volt a legsikeresebb csapat a bajnokságban, 14 alkalommal sikerült győznie, 1961 és 1965 között például megszakítás nélkül ötször. A Real Madrid egyetlen komolyabb ellenfele ebben az időben a városi rivális, az Atlético Madrid volt, aki 4 alkalommal lett bajnok (1966, 1970, 1973, 1977). A két fővárosi csapaton kívül csak a Valencia (1971) és a Johan Cruyff-ot soraiban tudó Barcelona (1974) tudta megnyerni a bajnokságot.

### A 80-as évek
A madridi csapatok győzelmi szériáját a Real Sociedad törte meg 1981-ben, mikor történetük során először ünnepelhettek bajnoki címet. A következő évben ismét a baszk csapat lett a bajnok, a következő két évben pedig egy újabb baszk klub, az Athletic Bilbao duplázott. Ezt követően a Terry Venables vezette FC Barcelona nyert, majd a 60-as évekhez hasonlóan a Real Madrid zsinórban ötször végzett az első helyen. A Real Madrid tagja volt ekkoriban a mexikói Hugo Sánchez, valamint a Quinta del Buitre néven emlegetett öt játékos: Emilio Butragueño, Manolo Sanchís, Martín Vázquez, Míchel és Miguel Pardeza, edzőjük pedig az egyik legsikeresebb holland edző, Leo Beenhakker volt.

### 90-es évek: A Barcelona sikerei
1988-ban Johan Cruyff visszatért korábbi sikerei helyszínére, a Barcelonához, ezúttal vezetőedzőként, és edzősködése idején létrejött az úgynevezett „Dream Team”. Ez a csapat 1991 és 1994 között 4 bajnoki címet és egy BEK-et szerzett, és szerepelt benne többek között Pep Guardiola, José Mari Bakero, a klub jelenlegi elnöke, Txiki Beguiristain, Goikoetxea, Ronald Koeman, a később az ősi rivális Real Madridhoz távozó Michael Laudrup, Romário vagy a bolgár Hriszto Sztoicskov. Laudrup 1995-ben a Realhoz szerződött, ezzel véget ért a Dream Team korszaka és Cruyff első edzősködése is a csapatnál. 1996-ban az Atlético Madrid lett a bajnok, 9. bajnoki címüket szerezve, majd az ezt követő évben a Real Madrid végzett az első helyen. Cruyff után egy újabb holland sikeredző, Louis van Gaal érkezett a Barcához, és több fiatal játékossal – Luís Figo, Luis Enrique, Rivaldo – 1998-ban és 1999-ben újra a katalán csapat ért fel a csúcsra. Eközben, bár nem lett bajnok, a Real Madrid továbbra sem maradt kupa nélkül, 1998-ban ugyanis megnyerték a Bajnokok Ligáját.

### Jelenleg
Az ezredforduló után a két legsikeresebb csapat, a Real Madrid és a Barcelona új ellenfeleket is kapott. A Deportivo La Coruña 1993 és 2004 között például tíz alkalommal végzett az első 3 hely valamelyikén, ez jobb teljesítmény, mint amit a 2 nagy nyújtott ebben az időszakban. A legjobb teljesítményt 2000-ben nyújtották, amikor a szezon végén megszerezték történetük első bajnoki címét, ezzel a „Depor” lett a kilencedik klub, mely legalább 1 bajnoki címet szerzett. A következő évben, majd 1 éves szünet után már ismét a Real Madrid diadalmaskodott. A királyi gárda a 2 bajnoki cím mellett kétszer (2000, 2002) a Bajnokok Ligáját is megnyerte. Ezután egy 3 éves szünet következett, legközelebb 2007-ben ünnepelhettek bajnoki címet. Ezeken a klubokon kívül a Valencia is rendkívül sikeres volt. Hector Cúper edzősége idején kétszer, 2000-ben és 2001-ben is döntősök voltak a Bajnokok Ligájában, majd az argentin edző utódja, Rafa Benítez vezetésével 2002-ben, valamint 2004-ben a bajnoki címet is megszerezték (2004-ben az UEFA-kupát is megnyerték). 2000 óta rajtuk kívül még a Barcelona szerzett bajnoki címet, ők voltak a 2000-es évek legsikeresebbjei.

## Jelenlegi résztvevők
| Klub                      | Legutóbbi szezon | Feljutás utáni első szezon | Régió             | Stadion                   | Befogadóképesség |
| ------------------------- | ---------------- | -------------------------- | ----------------- | ------------------------- | ---------------- |
| Real Madrid               | 2                | Soha nem esett ki          | Madrid            | Santiago Bernabéu         | 80 400           |
| Barcelona                 | 1                | Soha nem esett ki          | Katalónia         | Camp Nou                  | 98 772           |
| Valencia                  | 5                | 1987/88                    | Valencia          | Mestalla                  | 55 000           |
| Málaga                    | 6                | 2008/09                    | Andalúzia         | La Rosaleda               | 29 000           |
| Atlético Madrid           | 3                | 2002/03                    | Madrid            | Wanda Metropolitano       | 67 829           |
| Levante UD                | 11               | 2009/10                    | Valencia          | Estadi Ciutat de València | 25 354           |
| Osasuna                   | 16               | 2000/01                    | Navarra           | El Sadar                  | 17 286           |
| Mallorca                  | 18               | 1997/98                    | Baleár-szigetek   | ONO Estadi                | 23 142           |
| Sevilla                   | 9                | 2001/02                    | Andalúzia         | Ramón Sánchez Pizjuán     | 45 500           |
| Athletic Bilbao           | 12               | Soha nem esett ki          | Baszkföld         | San Mamés                 | 39 750           |
| Real Sociedad             | 4                | 2009/10                    | Baszkföld         | Estadio Anoeta            | 32 076           |
| Real Betis                | 7                | 2010/11                    | Andalúzia         | Benito Villamarín Stadion | 52 745           |
| Getafe                    | 10               | 2004/05                    | Madrid            | Alfonso Pérez             | 16 300           |
| Espanyol                  | 13               | 1994/95                    | Katalónia         | Cornellà-El Prat          | 40 000           |
| Rayo Vallecano            | 8                | 2010/11                    | Madrid            | Estadio Teresa Rivero     | 15 500           |
| Granada CF                | 15               | 2010/11                    | Andalúzia         | Los Cármenes              | 22 524           |
| RC Deportivo de La Coruña | 19               | 2009/10                    | Galicia           | Riazor                    | 34 600           |
| Real Valladolid           | 14               | 2009/10                    | Kasztília és León | Estadio José Zorilla      | 26 512           |
| Celta Vigo                | 17               | 2011/12                    | Galicia           | Estadio Balaídos          | 32 500           |

## Bajnokok[6]
| Szezon  | Győztes                                        | Második helyezett                              | Harmadik helyezett                             |
| ------- | ---------------------------------------------- | ---------------------------------------------- | ---------------------------------------------- |
| 1929    | FC Barcelona                                   | Real Madrid                                    | Athletic Bilbao                                |
| 1929–30 | Athletic Bilbao                                | FC Barcelona                                   | Arenas Club de Getxo                           |
| 1930–31 | Athletic Bilbao                                | Racing de Santander                            | Real Sociedad                                  |
| 1931–32 | Madrid CF                                      | Athletic Bilbao                                | FC Barcelona                                   |
| 1932–33 | Madrid CF                                      | Athletic Bilbao                                | RCD Espanyol                                   |
| 1933–34 | Athletic Bilbao                                | Madrid CF                                      | Racing de Santander                            |
| 1934–35 | Betis Balompié                                 | Madrid CF                                      | Real Oviedo                                    |
| 1935–36 | Athletic Bilbao                                | Madrid CF                                      | Real Oviedo                                    |
| 1936–39 | Nem rendezték meg a spanyol polgárháború miatt | Nem rendezték meg a spanyol polgárháború miatt | Nem rendezték meg a spanyol polgárháború miatt |
| 1939–40 | Atlético Aviación                              | Sevilla FC                                     | Athletic Bilbao                                |
| 1940–41 | Atlético Aviación                              | Athletic Bilbao                                | Valencia CF                                    |
| 1941–42 | Valencia CF                                    | Real Madrid                                    | Atlético Aviacion                              |
| 1942–43 | Athletic Bilbao                                | Sevilla FC                                     | FC Barcelona                                   |
| 1943–44 | Valencia CF                                    | Atlético Aviacion                              | Sevilla FC                                     |
| 1944–45 | FC Barcelona                                   | Real Madrid                                    | Atlético Aviacion                              |
| 1945–46 | Sevilla FC                                     | FC Barcelona                                   | Athletic Bilbao                                |
| 1946–47 | Valencia CF                                    | Athletic Bilbao                                | Atlético Aviación                              |
| 1947–48 | FC Barcelona                                   | Valencia CF                                    | Atlético Madrid                                |
| 1948–49 | FC Barcelona                                   | Valencia CF                                    | Real Madrid                                    |
| 1949–50 | Atlético Madrid                                | RC Deportivo de La Coruña                      | Valencia CF                                    |
| 1950–51 | Atlético Madrid                                | Sevilla FC                                     | Valencia CF                                    |
| 1951–52 | FC Barcelona                                   | Athletic Bilbao                                | Real Madrid                                    |
| 1952–53 | FC Barcelona                                   | Valencia CF                                    | Real Madrid                                    |
| 1953–54 | Real Madrid                                    | FC Barcelona                                   | Valencia CF                                    |
| 1954–55 | Real Madrid                                    | FC Barcelona                                   | Athletic Bilbao                                |
| 1955–56 | Athletic Bilbao                                | FC Barcelona                                   | Real Madrid                                    |
| 1956–57 | Real Madrid                                    | Sevilla FC                                     | FC Barcelona                                   |
| 1957–58 | Real Madrid                                    | Atlético Madrid                                | FC Barcelona                                   |
| 1958–59 | FC Barcelona                                   | Real Madrid                                    | Athletic Bilbao                                |
| 1959–60 | FC Barcelona                                   | Real Madrid                                    | Athletic Bilbao                                |
| 1960–61 | Real Madrid                                    | Atlético Madrid                                | FC Barcelona                                   |
| 1961–62 | Real Madrid                                    | FC Barcelona                                   | Atlético Madrid                                |
| 1962–63 | Real Madrid                                    | Atlético Madrid                                | Real Oviedo CF                                 |
| 1963–64 | Real Madrid                                    | FC Barcelona                                   | Real Betis Balompié                            |
| 1964–65 | Real Madrid                                    | Atlético Madrid                                | Real Zaragoza                                  |
| 1965–66 | Atlético Madrid                                | Real Madrid                                    | FC Barcelona                                   |
| 1966–67 | Real Madrid                                    | FC Barcelona                                   | RCD Espanyol                                   |
| 1967–68 | Real Madrid                                    | FC Barcelona                                   | UD Las Palmas                                  |
| 1968–69 | Real Madrid                                    | UD Las Palmas                                  | FC Barcelona                                   |
| 1969–70 | Atlético Madrid                                | Athletic Bilbao                                | Sevilla FC                                     |
| 1970–71 | Valencia CF                                    | FC Barcelona                                   | Atlético Madrid                                |
| 1971–72 | Real Madrid                                    | Valencia CF                                    | FC Barcelona                                   |
| 1972–73 | Atlético Madrid                                | FC Barcelona                                   | RCD Espanyol                                   |
| 1973–74 | FC Barcelona                                   | Atlético Madrid                                | Real Zaragoza                                  |
| 1974–75 | Real Madrid                                    | Real Zaragoza                                  | FC Barcelona                                   |
| 1975–76 | Real Madrid                                    | FC Barcelona                                   | Atlético Madrid                                |
| 1976–77 | Atlético Madrid                                | FC Barcelona                                   | Athletic Bilbao                                |
| 1977–78 | Real Madrid                                    | FC Barcelona                                   | Athletic Bilbao                                |
| 1978–79 | Real Madrid                                    | Sporting de Gijón                              | Atlético Madrid                                |
| 1979–80 | Real Madrid                                    | Real Sociedad                                  | Sporting de Gijón                              |
| 1980–81 | Real Sociedad                                  | Real Madrid                                    | Atlético Madrid                                |
| 1981–82 | Real Sociedad                                  | FC Barcelona                                   | Real Madrid                                    |
| 1982–83 | Athletic Bilbao                                | Real Madrid                                    | Atlético Madrid                                |
| 1983–84 | Athletic Bilbao                                | Real Madrid                                    | FC Barcelona                                   |
| 1984–85 | FC Barcelona                                   | Atlético Madrid                                | Athletic Bilbao                                |
| 1985–86 | Real Madrid                                    | FC Barcelona                                   | Athletic Bilbao                                |
| 1986–87 | Real Madrid                                    | FC Barcelona                                   | RCD Espanyol                                   |
| 1987–88 | Real Madrid                                    | Real Sociedad                                  | Atlético Madrid                                |
| 1988–89 | Real Madrid                                    | FC Barcelona                                   | Valencia CF                                    |
| 1989–90 | Real Madrid                                    | Valencia CF                                    | FC Barcelona                                   |
| 1990–91 | FC Barcelona                                   | Atlético Madrid                                | Real Madrid                                    |
| 1991–92 | FC Barcelona                                   | Real Madrid                                    | Atlético Madrid                                |
| 1992–93 | FC Barcelona                                   | Real Madrid                                    | RC Deportivo La Coruña                         |
| 1993–94 | FC Barcelona                                   | RC Deportivo La Coruña                         | Real Zaragoza                                  |
| 1994–95 | Real Madrid                                    | RC Deportivo La Coruña                         | Real Betis                                     |
| 1995–96 | Atlético Madrid                                | Valencia CF                                    | FC Barcelona                                   |
| 1996–97 | Real Madrid                                    | FC Barcelona                                   | RC Deportivo La Coruña                         |
| 1997–98 | FC Barcelona                                   | Athletic Bilbao                                | Real Sociedad                                  |
| 1998–99 | FC Barcelona                                   | Real Madrid                                    | RCD Mallorca                                   |
| 1999–00 | RC Deportivo La Coruña                         | FC Barcelona                                   | Valencia CF                                    |
| 2000–01 | Real Madrid                                    | RC Deportivo La Coruña                         | RCD Mallorca                                   |
| 2001–02 | Valencia CF                                    | RC Deportivo La Coruña                         | Real Madrid                                    |
| 2002–03 | Real Madrid                                    | Real Sociedad                                  | RC Deportivo La Coruña                         |
| 2003–04 | Valencia CF                                    | FC Barcelona                                   | RC Deportivo La Coruña                         |
| 2004–05 | FC Barcelona                                   | Real Madrid                                    | Villarreal CF                                  |
| 2005–06 | FC Barcelona                                   | Real Madrid                                    | Valencia CF                                    |
| 2006–07 | Real Madrid                                    | FC Barcelona                                   | Sevilla FC                                     |
| 2007–08 | Real Madrid                                    | Villarreal CF                                  | FC Barcelona                                   |
| 2008–09 | FC Barcelona                                   | Real Madrid                                    | Sevilla FC                                     |
| 2009–10 | FC Barcelona                                   | Real Madrid                                    | Valencia CF                                    |
| 2010–11 | FC Barcelona                                   | Real Madrid                                    | Valencia CF                                    |
| 2011–12 | Real Madrid                                    | FC Barcelona                                   | Valencia CF                                    |
| 2012–13 | FC Barcelona                                   | Real Madrid                                    | Atlético Madrid                                |
| 2013–14 | Atlético Madrid                                | FC Barcelona                                   | Real Madrid                                    |
| 2014–15 | FC Barcelona                                   | Real Madrid                                    | Atlético Madrid                                |
| 2015–16 | FC Barcelona                                   | Real Madrid                                    | Atlético Madrid                                |
| 2016–17 | Real Madrid                                    | FC Barcelona                                   | Atlético Madrid                                |
| 2017–18 | FC Barcelona                                   | Atlético Madrid                                | Real Madrid                                    |
| 2018–19 | FC Barcelona                                   | Atlético Madrid                                | Real Madrid                                    |
| 2019–20 | Real Madrid                                    | FC Barcelona                                   | Atlético Madrid                                |
| 2020–21 | Atlético Madrid                                | Real Madrid                                    | FC Barcelona                                   |
| 2021–22 | Real Madrid                                    | FC Barcelona                                   | Atlético Madrid                                |
| 2022–23 | FC Barcelona                                   | Real Madrid                                    | Atlético Madrid                                |
| 2023–24 | Real Madrid                                    | FC Barcelona                                   | Girona FC                                      |
| 2024–25 | FC Barcelona                                   | Real Madrid                                    | Atlético Madrid                                |

## A legsikeresebb klubok
| Klub                      | Bajnok | Második helyezett | Bajnoki címek |
| ------------------------- | ------ | ----------------- | --- |
| Real Madrid               | 36     | 26                | 1931–32, 1932–33, 1953–54, 1954–55, 1956–57, 1957–58, 1960–61, 1961–62, 1962–63, 1963–64, 1964–65, 1966–67, 1967–68, 1968–69, 1971–72, 1974–75, 1975–76, 1977–78, 1978–79, 1979–80, 1985–86, 1986–87, 1987–88, 1988–89, 1989–90, 1994–95, 1996–97, 2000–01, 2002–03, 2006–07, 2007–08, 2011–12, 2016–17, 2019–20, 2021–22, 2023–24 |
| FC Barcelona              | 28     | 28                | 1928–29, 1944–45, 1947–48, 1948–49, 1951–52, 1952–53, 1958–59, 1959–60, 1973–74, 1984–85, 1990–91, 1991–92, 1992–93, 1993–94, 1997–98, 1998–99, 2004–05, 2005–06, 2008–09, 2009–10, 2010–11, 2012–13, 2014–15, 2015–16, 2017–18, 2018–19, 2022–23, 2024–25                                                                         |
| Atlético Madrid           | 11     | 10                | 1939–40, 1940–41, 1949–50, 1950–51, 1965–66, 1969–70, 1972–73, 1976–77, 1995–96, 2013–14, 2020–21 |
| Athletic Bilbao           | 8      | 7                 | 1929–30, 1930–31, 1933–34, 1935–36, 1942–43, 1955–56, 1982–83, 1983–84 |
| Valencia CF               | 6      | 6                 | 1941–42, 1943–44, 1946–47, 1970–71, 2001–02, 2003–04 |
| Real Sociedad             | 2      | 3                 | 1980–81, 1981–82 |
| RC Deportivo de La Coruña | 1      | 5                 | 1999–00 |
| Sevilla FC                | 1      | 4                 | 1945–46 |
| Real Betis                | 1      | 0                 | 1934–35 |

## Egyéni díjak

### A gólkirály és a legjobb kapus
A legnagyobb spanyol sportnapilap, a Marca minden szezon végén kiosztja a Pichichi- és a Zamora-díjakat. A Pichichit a gólkirály, míg a Zamora-díjat a bajnokság során átlagban legkevesebb gólt kapó kapus kapja.

### Legjobb játékos
2008-ban a Marca egy újabb díjat alapított, melyet a Real Madrid korábbi csillagáról, az argentin Alfredo Di Stéfanoról neveztek el. Ezt a szezon legjobb játékosa kapja. A lap olvasói kiválasztják az általuk legjobbnak ítélt 50 labdarúgót, akik ezután egy újabb szavazáson vesznek részt, ahol már egy „bennfentes” zsűri választja ki a legjobbat. A zsűri tagjai: Jorge Valdano, Fernando Hierro, Emilio Butragueño, Andoni Zubizarreta, Luis Aragonés és a névadó Alfredo Di Stéfano.

## A bajnokságban legtöbb gólt szerző játékosok
Utolsó módosítás: 2025. május 25.
- Vastaggal jelzett játékosok jelenleg is aktívak a spanyol bajnokságban.
- Dőlt betűvel jelzett játékosok jelenleg is aktívak más bajnokságban.

| Helyezés | Játékos             | Gólok | Mérk. | Arány | Első | Utolsó | Klub(ok) (gólok/mérkőzések) |
| -------- | ------------------- | ----- | ----- | ----- | ---- | ------ | --- |
| 1        | Lionel Messi        | 474   | 520   | 0.91  | 2004 | 2021   | Barcelona |
| 2        | Cristiano Ronaldo   | 311   | 292   | 1.07  | 2009 | 2018   | Real Madrid |
| 3        | Telmo Zarra         | 251   | 277   | 0.91  | 1940 | 1955   | Athletic Bilbao |
| 4        | Karim Benzema       | 238   | 439   | 0.54  | 2009 | 2023   | Real Madrid |
| 5        | Hugo Sánchez        | 234   | 347   | 0.67  | 1981 | 1994   | Atlético Madrid (54/111), Real Madrid (164/207), Rayo Vallecano (16/29)                                                                   |
| 6        | Raúl                | 228   | 550   | 0.41  | 1994 | 2010   | Real Madrid |
| 7        | Alfredo Di Stéfano  | 227   | 329   | 0.69  | 1953 | 1966   | Real Madrid (216/282), Espanyol (11/47)                                                                                                   |
| 8        | César               | 221   | 353   | 0.63  | 1940 | 1960   | Granada (23/24), Barcelona (190/287), Cultural Leonesa (3/15), Elche (5/27)                                                               |
| 9        | Quini               | 219   | 448   | 0.49  | 1968 | 1987   | Sporting Gijón (165/348), Barcelona (54/100)                                                                                              |
| 10       | Pahiño              | 212   | 278   | 0.76  | 1943 | 1956   | Celta Vigo (57/82), Real Madrid (111/124), Deportivo La Coruña (46/72)                                                                    |
| 11       | Antoine Griezmann   | 198   | 530   | 0.37  | 2010 | 2025   | Real Sociedad (40/141), Atlético Madrid (136/315), Barcelona (22/74)                                                                      |
| 12       | Mundo               | 195   | 231   | 0.84  | 1939 | 1951   | Valencia (186/208), Alcoyano (9/21) |
| 13       | David Villa         | 186   | 352   | 0.53  | 2003 | 2014   | Zaragoza (32/73), Valencia (108/166), Barcelona (33/77), Atlético Madrid (13/36)                                                          |
| 13       | Santillana          | 186   | 461   | 0.4   | 1971 | 1988   | Real Madrid |
| 15       | Guillermo Gorostiza | 183   | 255   | 0.72  | 1929 | 1946   | Athletic Bilbao (111/140), Valencia (72/115)                                                                                              |
| 16       | Juan Arza           | 182   | 349   | 0.52  | 1943 | 1959   | Sevilla |
| 17       | Luis Suárez         | 179   | 258   | 0.69  | 2014 | 2022   | Barcelona (147/191), Atlético Madrid (32/67)                                                                                              |
| 18       | Iago Aspas          | 165   | 387   | 0.43  | 2012 | 2025   | Celta Vigo (163/371), Sevilla (2/16) |
| 19       | Samuel Eto’o        | 162   | 280   | 0.58  | 1998 | 2009   | Real Madrid (0/3), Mallorca (54/133), Barcelona (108/144)                                                                                 |
| 20       | Luis Aragonés       | 160   | 360   | 0.44  | 1960 | 1975   | Oviedo (4/13), Real Betis (33/82), Atlético Madrid (123/253)                                                                              |
| 21       | Aritz Aduriz        | 158   | 443   | 0.36  | 2002 | 2020   | Athletic Bilbao (118/316), Mallorca (23/69), Valencia (17/58)                                                                             |
| 22       | Puskás Ferenc       | 156   | 180   | 0.87  | 1958 | 1966   | Real Madrid |
| 23       | Julio Salinas       | 152   | 417   | 0.36  | 1982 | 2000   | Athletic Bilbao (13/68), Atlético Madrid (31/75), Barcelona (60/146), Deportivo La Coruña (12/24), Sporting Gijón (24/54), Alavés (12/50) |
| 24       | Adrián Escudero     | 150   | 287   | 0.52  | 1945 | 1958   | Atlético Madrid |
| 25       | Dani                | 147   | 303   | 0.49  | 1974 | 1986   | Athletic Bilbao |
| 26       | Raúl Tamudo         | 146   | 407   | 0.36  | 1996 | 2013   | Espanyol (129/340), Real Sociedad (7/31), Rayo Vallecano (10/36)                                                                          |
| 27       | Silvestre Igoa      | 140   | 283   | 0.49  | 1941 | 1956   | Valencia (82/167), Real Sociedad (58/116)                                                                                                 |
| 28       | Manuel Badenes      | 139   | 199   | 0.7   | 1946 | 1959   | Castellón (4/11), Barcelona (6/13), Valencia (90/96), Valladolid (35/59), Sporting Gijón (4/20)                                           |
| 28       | Juan Araujo         | 139   | 207   | 0.67  | 1945 | 1956   | Sevilla |
| 28       | José Mari Bakero    | 139   | 484   | 0.29  | 1980 | 1997   | Real Sociedad (67/224), Barcelona (72/260)                                                                                                |
| 31       | Kubala László       | 138   | 215   | 0.64  | 1950 | 1964   | Barcelona (131/186), Espanyol (7/29) |
| 32       | José Luis Panizo    | 136   | 326   | 0.42  | 1939 | 1955   | Athletic Bilbao |

## A legtöbbször pályára lépett játékosok
Utolsó módosítás: 2025. május 25.
- Vastaggal jelzett játékosok jelenleg is aktívak a spanyol bajnokságban.
- Dőlt betűvel jelzett játékosok jelenleg is aktívak más bajnokságban.

| Rank | Nemzetiség | Játékos                | Aktív évek          | Mérkőzések | Gólok |
| ---- | ---------- | ---------------------- | ------------------- | ---------- | ----- |
| 1    | ESP        | Andoni Zubizarreta     | 1981–1998           | 622        | 0     |
| 1    | ESP        | Joaquín                | 2001–2013 2015–2023 | 622        | 77    |
| 3    | ESP        | Raúl García            | 2004–2024           | 609        | 112   |
| 4    | ESP        | Raúl                   | 1994–2010           | 550        | 228   |
| 5    | ESP        | Eusebio Sacristán      | 1983–2002           | 543        | 36    |
| 6    | ESP        | Francisco Buyo         | 1980–1997           | 542        | 0     |
| 7    | ESP        | Sergio Ramos           | 2004–2021 2023–2024 | 536        | 77    |
| 8    | FRA        | Antoine Griezmann      | 2010–               | 530        | 198   |
| 9    | ESP        | Dani Parejo            | 2008–               | 526        | 77    |
| 10   | ESP        | Manolo Sanchís         | 1983–2001           | 523        | 33    |
| 11   | ARG        | Lionel Messi           | 2004–2021           | 520        | 474   |
| 12   | ESP        | Jesús Navas            | 2003–2013 2017–2024 | 516        | 26    |
| 13   | ESP        | Iker Casillas          | 1999–2015           | 510        | 0     |
| 14   | ESP        | Xavi                   | 1998–2015           | 505        | 58    |
| 15   | ESP        | Miquel Soler           | 1983–2003           | 504        | 12    |
| 16   | ESP        | Fernando Hierro        | 1987–2003           | 497        | 104   |
| 17   | ESP        | Koke                   | 2009–               | 485        | 38    |
| 18   | ESP        | José Mari Bakero       | 1980–1997           | 483        | 139   |
| 19   | ESP        | Loren                  | 1984–2002           | 482        | 54    |
| 20   | ESP        | Sergio Busquets        | 2008–2023           | 481        | 11    |
| 21   | ESP        | Joaquín Alonso         | 1976–1992           | 479        | 65    |
| 22   | ESP        | José Ramón Esnaola     | 1967–1985           | 469        | 0     |
| 23   | ESP        | José Ángel Iribar      | 1962–1980           | 466        | 0     |
| 23   | ESP        | Donato                 | 1988–2003           | 466        | 49    |
| 25   | ESP        | Miguel Ángel Nadal     | 1989–2005           | 463        | 30    |
| 26   | ESP        | Santillana             | 1970–1988           | 461        | 186   |
| 26   | ESP        | Alberto Górriz         | 1979–1993           | 461        | 14    |
| 28   | ESP        | Juan Antonio Larrañaga | 1980–1994           | 460        | 15    |
| 29   | ESP        | Manuel Jiménez         | 1979–1992           | 458        | 8     |
| 30   | ESP        | Jesús María Zamora     | 1974–1989           | 455        | 63    |

## Aranylabdások
Az alábbi játékosok spanyol klubcsapat tagjaként nyertek Aranylabdát :
- Alfredo Di Stéfano – 1957, 1959
- Raymond Kopa – 1958
- Luis Suárez – 1960
- Johan Cruyff – 1973, 1974
- Hriszto Sztoicskov – 1994
- Rivaldo – 1999
- Luís Figo – 2000
- Ronaldinho – 2005
- Fabio Cannavaro – 2006
- Lionel Messi – 2009, 2010, 2011, 2012, 2015, 2019
- Cristiano Ronaldo – 2013, 2014, 2016, 2017
- Luka Modrić – 2018
- Karim Benzema –  2022

## Az év labdarúgói (FIFA)[10]
- Romário – 1994 (FC Barcelona)
- Ronaldo – 1996 (PSV Eindhoven, FC Barcelona) 1997 (FC Barcelona, Internazionale) 2002 (Inter, Real Madrid)
- Rivaldo – 1999 (FC Barcelona)
- Luís Figo – 2001 (FC Barcelona, Real Madrid)
- Zinédine Zidane – 1998, 2000 (Juventus), 2003 (Real Madrid)
- Ronaldinho – 2004, 2005 (FC Barcelona)
- Fabio Cannavaro – 2006 (Juventus, Real Madrid)
- Lionel Messi – 2009 (FC Barcelona) – 2010 (FC Barcelona) – 2011 (FC Barcelona) – 2012 (FC Barcelona) – 2015 (FC Barcelona)
- Cristiano Ronaldo – 2014 (Real Madrid CF) – 2016 (Real Madrid CF) – 2017 (Real Madrid CF)

## A bajnokság helyezése az UEFA-rangsorban
A 2024–2025-ös szezonra vonatkozó UEFA rangsor első öt helyezettje (Dőlt betűvel az előző szezonbeli helyezés, zárójelben az UEFA-együttható):
- 1  (1)  Premier League (114.910)
- 2  (2)  Serie A (97.231)
- 3  (3)  La Liga Santander (94.453)
- 4  (4)  Bundesliga (86.331)
- 5  (5)  Ligue 1 (72.807)